# Blauwgras

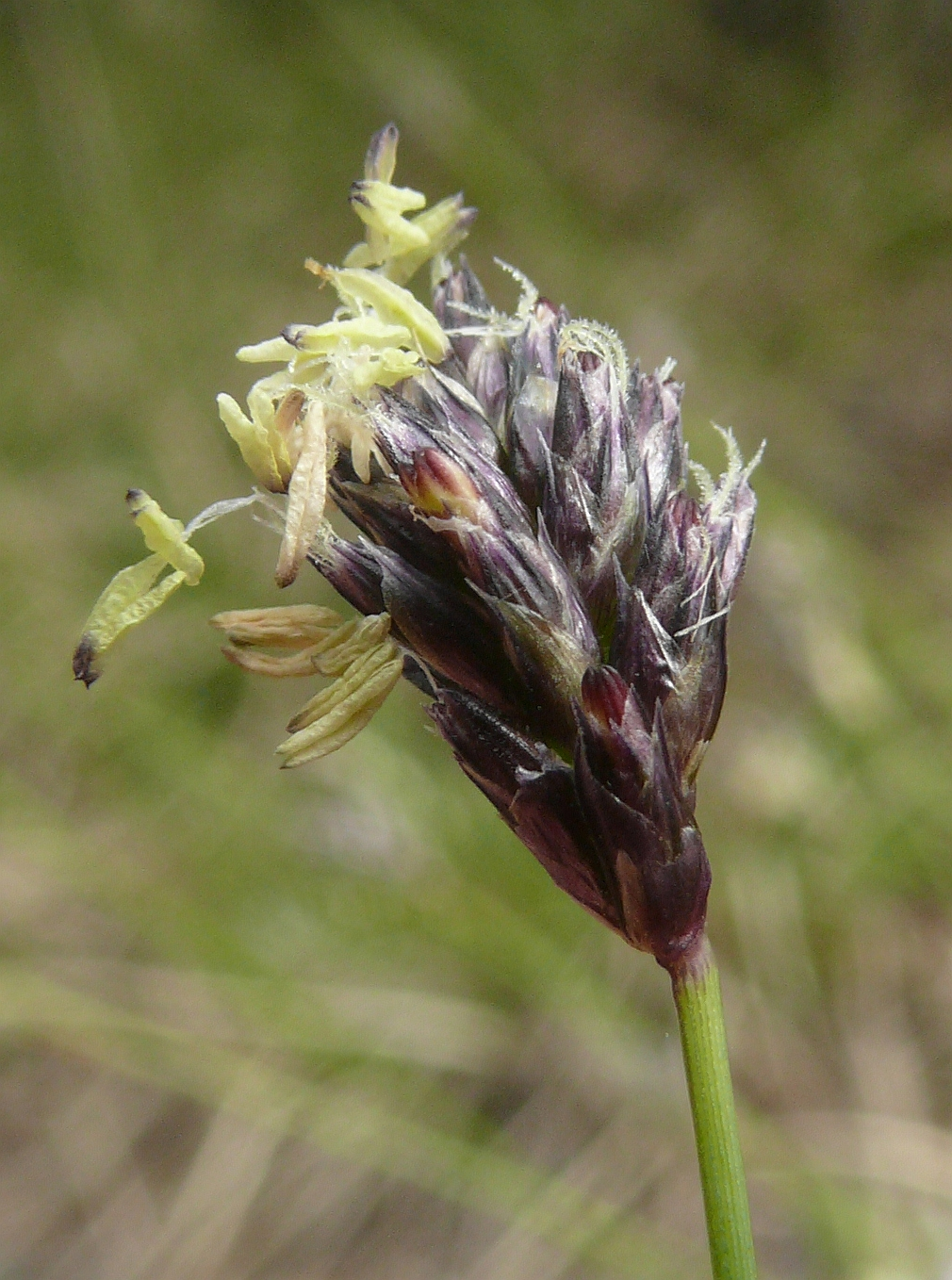
Bloeiwijze

Blauwgras (Sesleria albicans) is een plant uit de grassenfamilie. De soort staat op de  Nederlandse Rode lijst van planten als uit Nederland verdwenen. De plant is in Nederland voor het laatst gezien in het wild in 1986. De soort komt nog wel elders in Europa voor, zoals in Noord-Ierland, Duitsland en België. Blauwgras wordt gekweekt en in siertuinen aangeplant, vaak in rotstuintjes.
Blauwgras groeit in dichte pollen en wordt 5-50 cm hoog. De plant vormt korte wortelstokken (rizomen). De bladeren hebben een ruwe rand. De plant bloeit van april tot mei met blauwachtig gekleurde aren.
De plant groeide in Nederland op droge, kalkhellingen in Zuid-Limburg. De zogenaamde blauwgraslanden, die tot in het midden van de 20ste eeuw nog wijd verspreid waren over grote delen van Nederland, ontlenen hun naam niet aan de kleur van het blauwgras, maar hebben deze te danken aan het blauwige waas van de massaal erop voorkomende zeggesoorten, te weten zeegroene zegge (Carex flacca), zwarte zegge (Carex nigra) en vooral blauwe zegge (Carex panicea).

## Plantengemeenschap
Het blauwgras is een indicatorsoort voor het kalkgrasland, een karteringseenheid in de Biologische Waarderingskaart (BWK) van Vlaanderen en het Brussels Hoofdstedelijk Gewest met als code 'hk'.